# Derobrachus inaequalis
Derobrachus inaequalis là một loài bọ cánh cứng trong họ Cerambycidae.